# Ithomia vulcana
Ithomia vulcana är en fjärilsart som beskrevs av Richard Haensch 1909. Ithomia vulcana ingår i släktet Ithomia och familjen praktfjärilar. Inga underarter finns listade i Catalogue of Life.